# Гендель, Георг
Георг Гендель (нем. Georg Händel) — немецкий цирульник-хирург из Галле, отец композитора Георга Фридриха Генделя. 

## Биография
Георг Гендель родился 24 сентября 1622 года в Галле, в семье медника Валентина Генделя (1582—1636) и его жены Анны Гендель (урождённой Байхлинг; 1586—1670), дочери мастера-медника из Лютерштадта-Айслебена. Георг был шестым ребёнком в семье, и у него было пять братьев и сестёр: Валентин Гендель (1609—1633), Кристоф Гендель (1612—1678), Барбара Гендель (род. 1613), Самуэль Гендель (род. 1617) и Готфрид Гендель (1619—1619). Получив образование, Георг Гендель работал в армии Саксонии, затем в Швеции, после чего вернулся в Галле и поступил на службу к герцогу Иоганну Адольфу I. Здесь же он начал брать уроки у коллеги Адама Альбрехта, а в 1643 году женился на вдове другого цирюльника—хирурга Анне Кате. 34-летняя жена Георга была на 10 лет старше его. У Георга и Анны Генделей было шесть детей: Доротея Элизабет Гендель (1644—1690) — жена Михаэля Бейера (1628—1668) и Захария Кляйнгемпеля (1648—1698), Готфрид Гендель (1645—1682), Анна Барбара Гендель (1646—1680) — жена Маттеуса Бенджамина Метцеля, Кристоф Гендель (1648—1648), Карл Гендель (1649—1713) и София Розина Гендель (1652—1728).
Георг Гендель пользовался авторитетом в своей области. В 1645 году он был официально назначен хирургом области замка Гибихенштейн. В 1682 году жена Генделя умерла от чумы. В следующем году он взял в жёны Доротею Тауст (1651—1730), дочь священника Георга Тауста (1606—1685). Георг Фридрих Гендель родился в 1685 году, когда отцу было 63 года. Позже в семье Генделей родились ещё двое детей: Доротея София Гендель (1687—1718), которая в 1708 году вышла замуж за юриста и военного советника Михаэля Дитриха Михаэльсена (1680—1748) и родила ему пятерых детей, в том числе Иоганну Фридерику Михаэльсен (1711—1771), которая была замужем за юристом Иоганном Эрнстом фон Флёрке (1695—1762), и Иоганна Кристиана Гендель (1690—1709).
Для Георга Фридриха отец наметил карьеру юриста и не одобрял его тяги к музыке, которую мальчик обнаружил в раннем детстве. Однако когда герцог Иоганн Адольф I заметил талант мальчика и посоветовал Георгу Генделю способствовать музыкальному образованию сына, отец отдал Георга Фридриха на уроки музыки. 11 февраля 1697 года Георг Гендель скончался в возрасте 74-х лет. Сын не успел повидать отца перед смертью.